# Autreppes
Autreppes è un comune francese di 190 abitanti situato nel dipartimento dell'Aisne della regione dell'Alta Francia.

## Storia

### Prima guerra mondiale
Il 29 agosto 1914, meno di un mese dopo la dichiarazione di guerra, violenti combattimenti si verificarono tra i cavalieri del 28º reggimento di cacciatori francesi e le truppe tedesche. Una ventina di loro furono uccisi quel giorno ad Autreppes. Il villaggio rimase occupato dai tedeschi dopo la disfatta francese nella prima battaglia di Guise. Per tutta la guerra Autreppes restò lontana dal fronte che si stabilì a circa 150 km a ovest intorno a Péronne. Gli abitanti vissero sotto il giogo nemico: requisizioni di appartamenti, di materiali, di cibo e lavori forzati.
Solo il 6 novembre 1918 i tedeschi furono cacciati dal villaggio dal 115º reggimento cacciatori a piedi.
Sul monumento ai caduti sono scritti i nomi dei 22 soldati del comune morti combattendo nella Grande Guerra.

## Monumenti e luoghi d'interesse
- Chiesa fortificata di Sant'Ilario, costruita nel 1632, classificata monumento storico di Francia nel 1987
- L'Axe vert de la Thiérache, un sentiero di 37 km che si snoda lungo i binari della vecchia ferrovia che andava da Hirson a Guise

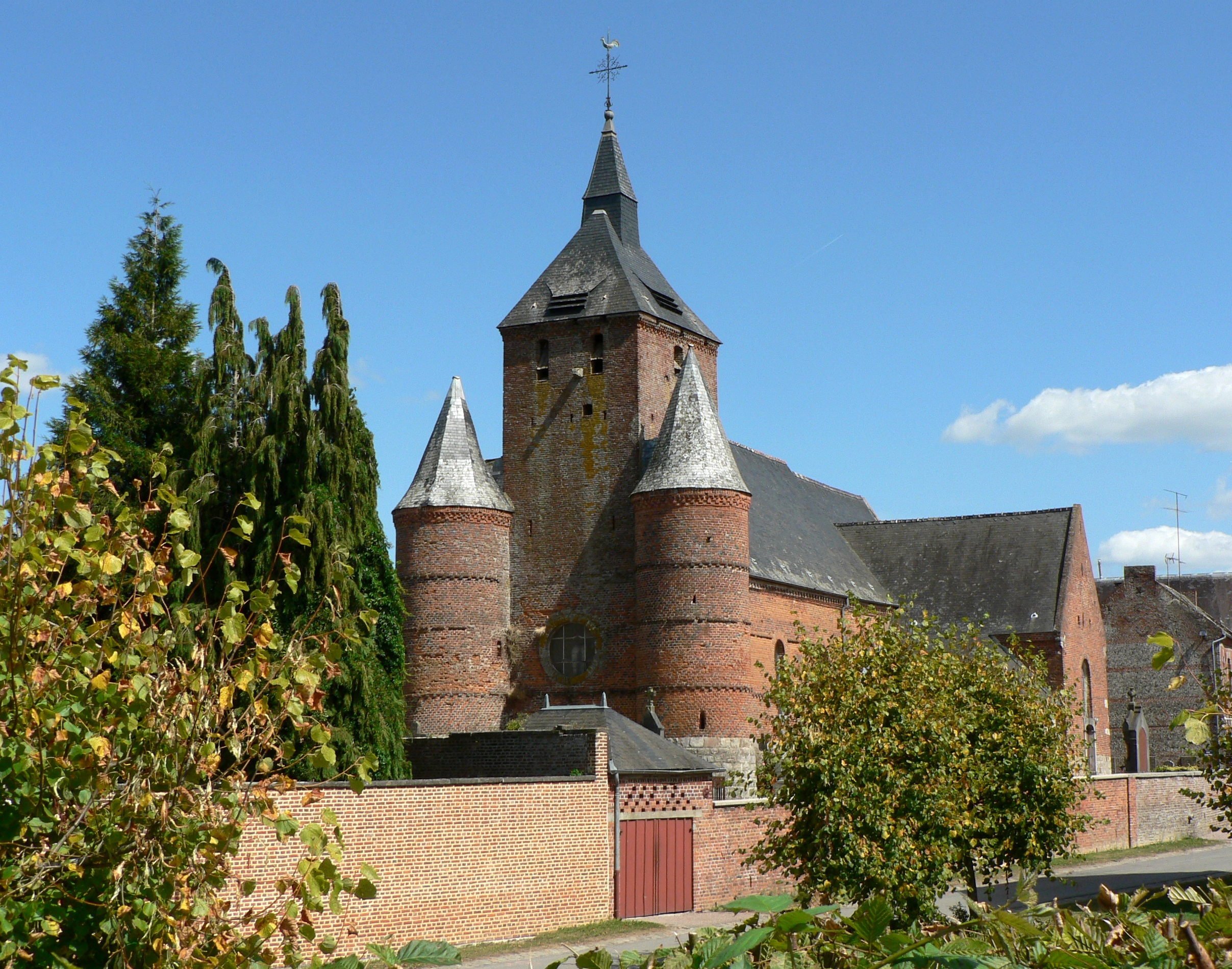
La chiesa fortificata di Sant'Ilario
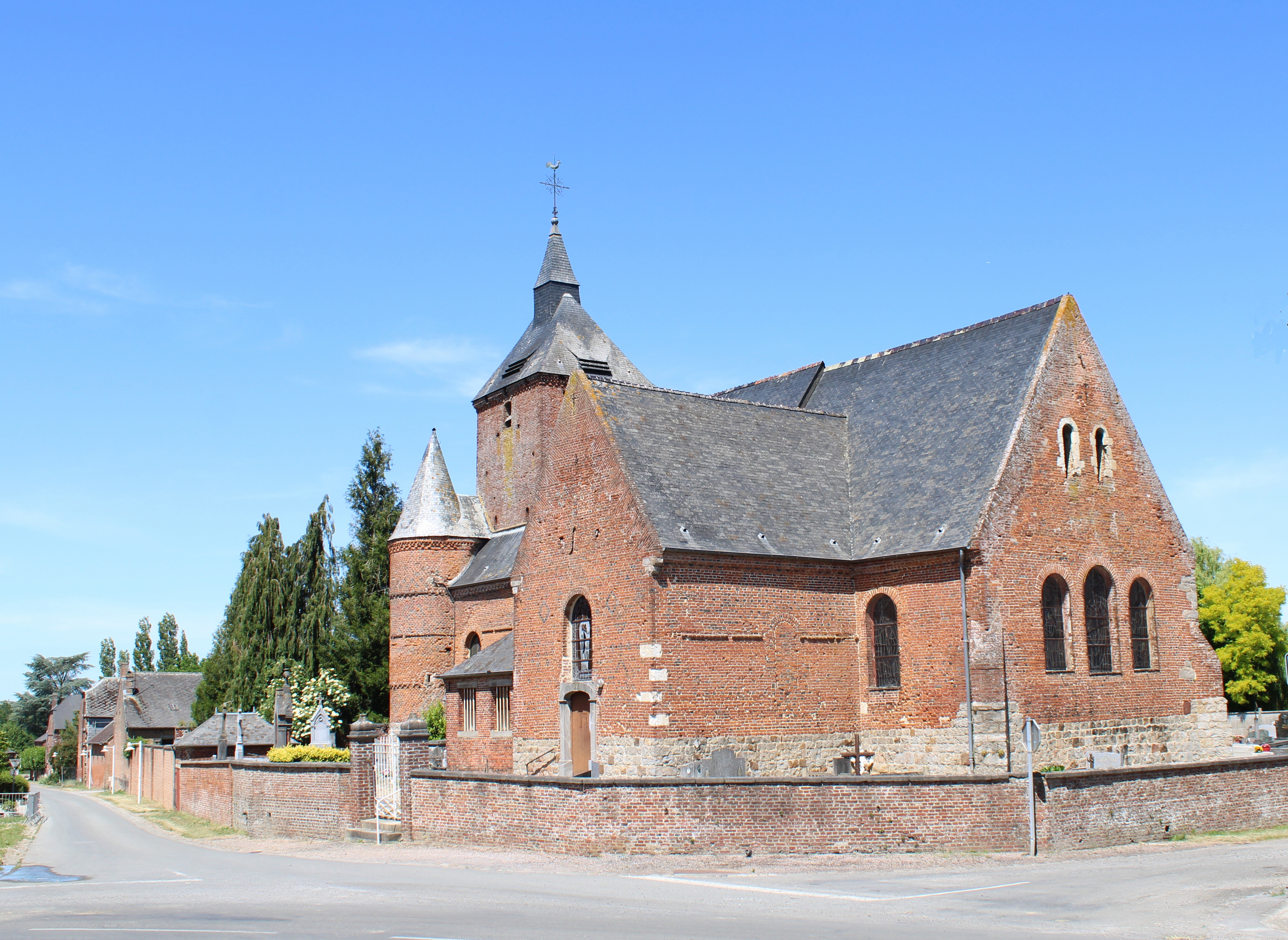
La chiesa fortificata vista dal lato del coro
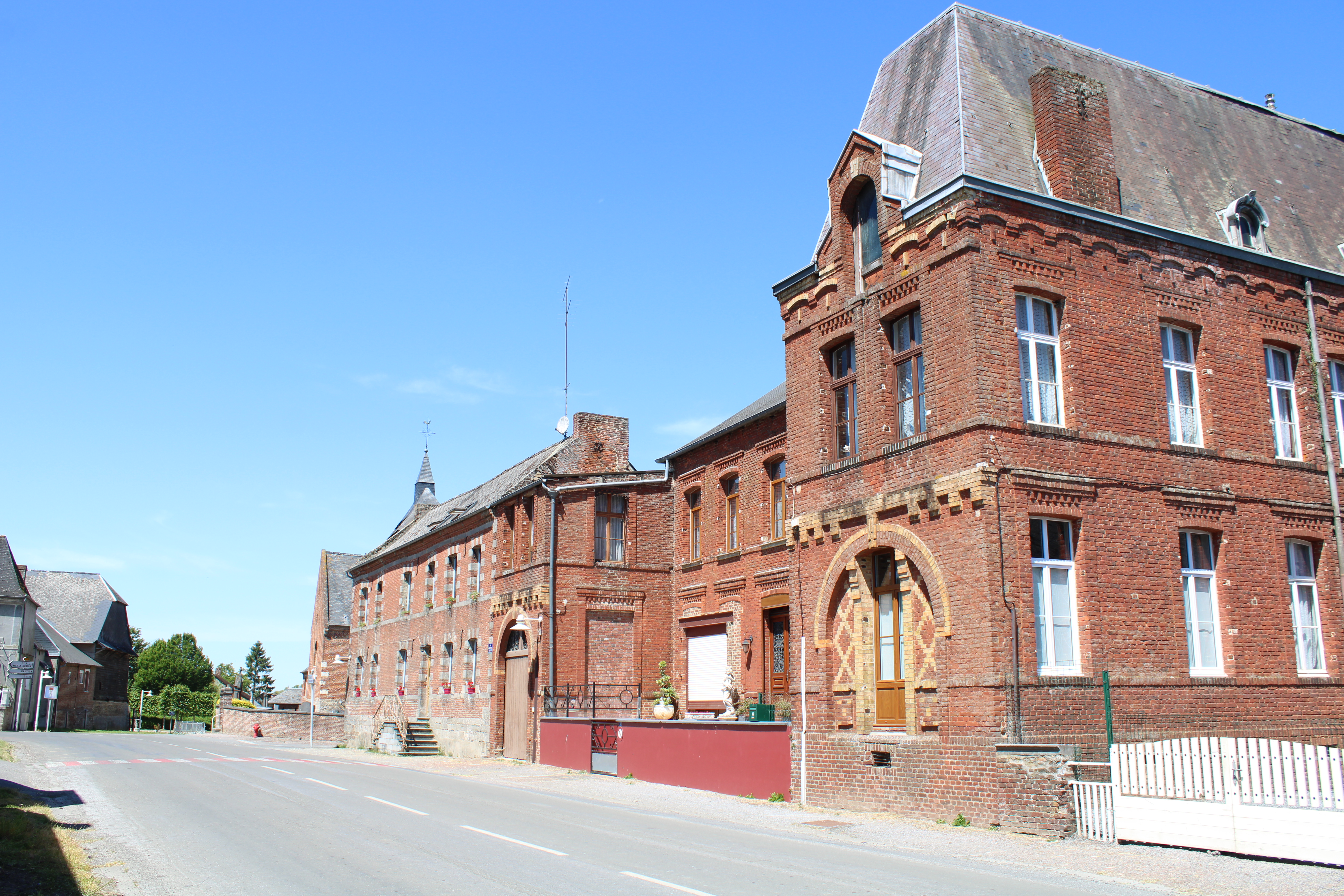
La piazza del Municipio

## Società

### Evoluzione demografica
Abitanti censiti